# Convención para la Protección de los Bienes Culturales en caso de Conflicto Armado
La Convención para la Protección de los Bienes Culturales en caso de Conflicto Armado , también conocida como Convención de La Haya es un tratado internacional que exige a sus signatarios a proteger el patrimonio cultural en caso de guerra. Fue firmado en La Haya, Países Bajos, el 14 de mayo de 1954, y entró en vigor el 7 de agosto de 1956. A febrero de 2014 había sido ratificado por 126 estados.
La convención establece un símbolo protector para facilitar la identificación de los bienes culturales protegidos en caso de conflicto armado. El triple uso de dicho signo permite marcar los bienes culturales excepcionalmente importantes que están bajo protección especial.
A raíz de la Segunda Guerra Mundial, la Unesco adoptó la Convención de La Haya (1954), que creó reglas para proteger los bienes culturales durante los conflictos armados. Esta Convención fue el primer tratado internacional destinado a la protección del patrimonio cultural en el contexto de la guerra, y que puso de relieve el concepto de patrimonio común y llevó a la creación del Comité Internacional del Escudo Azul (ICBS).

## Historia
La Convención de La Haya se aprobó en 1954 en La Haya (Países Bajos), tras la destrucción masiva del patrimonio cultural durante la Segunda Guerra Mundial, siendo el primer tratado encargado exclusivamente de salvaguardar y proteger el patrimonio cultural con un alcance mundial en caso de conflicto armado, "un menoscabo al patrimonio cultural de toda la humanidad”, en donde se propone una protección específica para cada país que reconoce el patrimonio cultural de sus pueblos. Esa protección está complementada por la que establecen los protocolos adicionales de 1977 y ahora forma parte del derecho internacional consuetudinario. 
A lo largo de sus más de 50 años de existencia, la Convención de La Haya ha establecido un marco jurídico clave. Este fue fortalecido por los protocolos adicionales de 1977 a los Convenios de Ginebra de 1949, el Estatuto de Roma de la Corte Penal Internacional de 1998 y un protocolo adicional a la propia Convención, en 1999.

## Función
Las potencias ocupantes durante un conflicto bélico deberán proteger los bienes de carácter cultural de cualquier acto de vandalismo que afecte de manera directa a estos mismos tales como robo, pillaje o apropiación de los mismos, si es necesario deberán trasladarse a un lugar seguro con la garantía de ser devueltos a su lugar de origen una vez concluido el conflicto.
Las partes involucradas en la Convención de La Haya se responsabilizan de implementar la protección a los bienes culturales que se vean vulnerados dentro de su legislación nacional del lugar en conflicto, haciendo todo lo necesario para hacer respetar sus disposiciones en caso de infracción. La Unesco tiene como responsabilidad vigilar su correcto cumplimiento además de ayudar a proteger los bienes pertenecientes al patrimonio cultural  de dicho lugar.
Sin embargo la realidad es otra, puesto que a lo largo de los siglos, se han perdido muchas obras de arte y se han dañado o destruido sitios culturales durante las guerras. Si bien han existido formas consuetudinarias de protección desde siglos atrás, la destrucción que trajo aparejada la Segunda Guerra Mundial llevó a la comunidad internacional a actuar y otorgar protección jurídica específica.
Sin embargo a pesar de dichos esfuerzos por preservar y salvaguardar los bienes culturales a lo largo del tiempo, las pérdidas y daños de estos mismos han sido muchas e irreparables. Incluso la Convención de La Haya reconoce situaciones en que los ataques contra bienes culturales se llevan a cabo de manera ilícita al convertirse en blancos militares, siendo devastados y dañados tras los ataques.